# Sergei Iwanowitsch Kuskow
Sergei Iwanowitsch Kuskow (russisch Сергей Иванович Кусков; * im 20. Jahrhundert) ist ein ehemaliger sowjetischer Radrennfahrer und Weltmeister im Radsport.

## Sportliche Laufbahn
Kuskow war Bahnradsportler. 1969 gewann der sowjetische Bahnvierer mit Stanislaw Moskwin, Wladimir Kusnezow, Wiktar Bykau und Sergei Kuskow die Goldmedaille in der Mannschaftsverfolgung bei den Bahnradsport-Weltmeisterschaften. Über seine weiteren sportlichen Erfolge und Lebensdaten ist nichts bekannt.